# Chondrina calpica
Chondrina calpica is een slakkensoort uit de familie van de Chondrinidae. De wetenschappelijke naam van de soort is voor het eerst geldig gepubliceerd in 1872 door Westerlund.